# Afrique du Sud aux Jeux olympiques d'été de 1992
L'équipe olympique d'Afrique du Sud participe aux Jeux olympiques d'été de 1992 à Barcelone. Elle y remporte deux médailles : deux en argent, se situant à la quarante et unième place des nations au tableau des médailles. L'athlète Jan Tau est le porte-drapeau d'une délégation sud-africaine comptant 93 sportifs (68 hommes et 25 femmes).